# Oro (hantverk)
Oro är en svensk traditionell hantverksteknik för att tillverka takkronor av halm, företrädesvis råghalm.
Hantverket kan jämföras med den finska hantverkstekniken för att tillverka halmkronor, himmeli. En oro dekoreras dock traditionellt sett inte sällan mer än sin finska motsvarighet, till exempel med färggranna tygband eller liknande.
En oro har traditionellt använts som juldekoration. De har använts som dekoration i andra sammanhang, till exempel för att hänga som mobiler att hänga över barnssängar, till bröllop med mera. Inom svensk folktro fanns förr i tiden föreställningen att en oro kunde fånga in onda andar, och den hängdes därför upp i ett hårstrå för att den så lätt som möjligt skulle röra sig i vinddraget och snärja andarna.